# Hapag
Hapag, Hamburg-Amerikanische Packetfahrt-Actien-Gesellschaft, rederi i Hamburg som bildades 1847. Företaget tillhörde de största rederierna och var inte minst känt för sina amerikabåtar. 1970 slogs Hapag samman med Norddeutscher Lloyd i Bremen och blev dagens Hapag-Lloyd.

## Historia

### Storhetstiden under Ballin
Albert Ballin organiserade Hamburg-Amerikalinjens fraktlinjenät, och blev senare generaldirektör för samma rederi. Han införde kombinerade passagerar- och lastfartyg och utvecklade linjens passagerarfartyg till snabbgående oceanjättar. Genom Ballins stora energi och skarpa affärshuvud fördes Hamburg-Amerikalinjen (HAPAG) fram till den 1914 erkänt främsta rederiorganisationen i världen. Före och under första världskriget var Ballin en betrodd rådgivare till Vilhelm II i ekonomiska och handelspolitiska frågor.